# 1896.
◄ | 18. stoljeće | 19. stoljeće | 20. stoljeće | ►
◄ | 1860-ih | 1870-ih | 1880-ih | 1890-ih | 1900-ih | 1910-ih | 1920-ih | ►
◄◄ | ◄ | 1893. | 1894. | 1895. | 1896. | 1897. | 1898. | 1899. | ► | ►►
Arhitektura • Astronomija • Biologija • Film • Fotografija • Glazba • Kazalište • Kemija • Kiparstvo • Knjige • Književnost • Kršćanstvo • Meteorologija • Medicina • Planinarstvo • Politika • Pravo • Promet • Slikarstvo • Strip • Šport • Znanost • Zrakoplovstvo • Željeznički promet

## Događaji
- 6. travnja – S 311 sudionika iz 13 zemalja počele su u Ateni prve Olimpijske igre novog doba. Inicijator (otac modernog olimpizma) je francuski baron Pierre de Coubertin, koji je oživljavanjem antičkog ideala natjecanja želio dati prinos razumijevanju naroda
- 18. kolovoza – U Connstattu je Daimler-Motoren-Gesellschaft izazvao senzaciju, predstavivši prvo motorno teretno vozilo na svijetu. Vozač je još sjedio na otvorenom kao u kočiji.
- 22. rujna – Bečka je vlada tek nakon 6 godina obznanila (u svezi s usvojenom saborskom odlukom od 6. studenoga 1890.) da se može u Zadru otvoriti nova gimnazija s hrvatskim nastavnim jezikom za školsku godinu 1897./1898.[1]
- 28. studenoga – Kao prvi grad u Europi Budimpešta je dobila podzemnu željeznicu. Nakon što je konjski omnibus zamijenjen električnim tramvajem, gradske su vlasti počele premještati prugu ispod zemlje kako bi odteretile gradske ulice od sve većeg prometa.
- Henri Becquerel – otkriće radioaktivnosti

## Rođenja
- 14. siječnja – John Rodrigo dos Passos, američki književnik († 1970.)
- 18. siječnja – Ville Ritola, finski atletičar († 1982.)
- 10. ožujka – Anka Krizmanić – hrvatska slikarica i grafičarka († 1987.)
- 8. travnja – Ljubica Oblak-Strozzi, hrvatska pjevačica († 1981.)
- 16. travnja – Tristan Tzara, rumunjski književnik († 1963.)
- 21. travnja – Ante Šercer, hrvatski liječnik († 1968.)
- 30. svibnja – Howard Hawks – američki filmski redatelj († 1977.)
- 15. srpnja – Alfred Albini, hrvatski arhitekt († 1978.)
- 18. srpnja – Kamilo Horvatin, hrvatski političar († 1938.)
- 7. kolovoza – Imre Nagy, mađarski političar († 1958.)
- 15. kolovoza – Gerty Theresa Cori, američka biokemičarka, nobelovka († 1957.)
- 24. rujna – F. Scott Fitzgerald, američki književnik († 1940.)
- 8. listopada – Julien Duvivier, francuski filmski redatelj († 1967.)
- 11. listopada – Roman Jakobson, ruski i američki lingvist
- 26. listopada – Bela Krleža, hrvatska kazališna glumica († 1981.)
- 27. listopada – Margareta Petrovna Forman, balerina, pedagoginja, koreografkinja i redateljica († 1970.)
- 1. studenoga – Karel Šejna, češki dirigent i kontrabasist († 1982.)
- 10. studenoga – Vladimir Vranić, hrvatski matematičar († 1976.)
- 17. studenoga – Lav Vigotski, ruski psiholog († 1934.)
- 5. prosinca – Carl Ferdinand Cori, američki biokemičar, nobelovac († 1984.)
- 16. prosinca – Ivan Merz, hrvatski blaženik († 1928.)

## Smrti
- 3. siječnja – Miho Klaić, hrvatski političar (* 1829.)
- 18. siječnja – Paul Verlaine, francuski pjesnik (* 1844.)
- 2. veljače – Magdalena Gornik, slovenska mističarka († 1835.)
- 28. veljače – Ante Starčević, hrvatski političar (* 1823.)
- 13. lipnja – Matija Mrazović, odvjetnik, političar i publicist
- 1. srpnja – Harriet Beecher Stowe, američka književnica
- 16. srpnja – Edmond Goncourt, francuski romanopisac (* 1822.)
- 1. kolovoza – William Robert Grove, velški sudac i fizičar (* 1811.)
- 11. listopada – Anton Bruckner, austrijski orguljaš i skladatelj (* 1824.)
- 19. listopada – Šime Ljubić, hrvatski arheolog, povjesničar i biograf (* 1822.)
- 10. prosinca – Alfred Nobel, švedski kemičar, pronalazač, filantrop, mirotvorac, kozmopolit i industrijalac (* 1833.)

## Vanjske poveznice
|  | Zajednički poslužitelj ima još gradiva o temi 1896. |